# BitChute
BitChute est un service internet de partage de vidéos lancé en janvier 2017, et présentée comme alternative à YouTube, pour contourner la censure. Son hébergement est basé sur l'utilisation du protocole WebTorrent.

## Historique
La société a été lancée par Ray Vahey en janvier 2017 ; d'après son créateur, « l’idée lui est venue en voyant l’augmentation de la censure ces dernières années sur les plateformes média ».
Son siège est situé à Newbury dans le Berkshire. BitChute n'utilise pas de publicité pour son financement et les utilisateurs peuvent envoyer des dons directement aux créateurs de vidéos.[réf. nécessaire]

## Contenu
La plateforme accueille des individus d'extrême droite et des théoriciens du complot. Le Southern Poverty Law Center dit que le site héberge du contenu « matière à la haine »,,,,. 
Après les mesures de censure contre le milieu de l'alt-right à la suite de la manifestation unite the right de 2017, certains journalistes comme Paul Joseph Watson ont appelé à quitter YouTube pour BitChute.
Néanmoins, à partir de 2020, BitChute cédant à la pression des autorités administratives, de nombreuses vidéos au contenu non en phase avec la politique des gouvernements concernés sont censurées. Le site affichant lors d'une tentative d'accès le message suivant : « This video is unavailable as the contents have been deemed illegal by the authorities within your country. »[réf. nécessaire]

## Technologie
Depuis son lancement, le site a mis en avant son utilisation de la technologie pair à pair WebTorrent comme moyen de décentraliser l'hébergement et de réduire les coûts[réf. nécessaire]. L'aspect pair à pair permettrait au site internet de contourner les règles de censure et de droit d’auteur qui valent sur les autres sites comparables. Contrairement à PeerTube, dont l'aspect pair à pair est utilisé pour permettre à n'importe qui de diffuser en toute indépendance et d'éviter la centralisation, l’aspect pair-à-pair de BitChute est contesté. En pratique, s’il y a du pair à pair quelque part, il n'arrive pas jusqu'au client ; en dehors du marketing, BitChute semble être une plateforme vidéo centralisée, avec des serveurs dans plusieurs pays, mais tous gérés par les mêmes administrateurs.
L'avantage de la décentralisation proposée par la technologie censée être utilisée, WebTorrent, est de ne pas poser de problème de bande passante. Les performances des vidéos sont censées être proportionnelles au nombre d’utilisateurs qui partagent la vidéo.